# Bandera de Gironella
La bandera oficial de Gironella té la següent descripció:
Bandera apaïsada, de proporcions dos d'alt per tres de llarg, groga, amb una aspa vermella de braços de gruix 5/36 de l'alçària del drap, amb les tres pinyes verd fosc de l'escut posades amb la tija a dalt, cadascuna d'alçària 1/4 de la del drap i amplària 1/9 de la llargària del mateix drap, les dels costats equidistants de les vores superior i inferior i posades a 1/9 de les de l'asta i del vol respectivament, i la de baix centrada i posada a 1/16 de la vora inferior.
Va ser aprovada el 26 de maig de 2006 i publicada en el DOGC el 22 de juny del mateix any amb el número 4660.